# Gregorios III. (Neapel)
Gregorios III. († 870) war der älteste Sohn Sergius I. und folgte ihm nach seinem Tod 864 als Herzog von Neapel nach.

## Leben
Gregorios entstammte der Ehe seines Vaters Sergius mit Drusa. Wie sein Vater beherrschte er sowohl die lateinische als auch die griechische Sprache sehr gut.  Bereits 850 setzte sein Vater ihn als seinen Nachfolger ein. Gregorios der auch den Titel eines Magister militum trug, nahm gemeinsam mit seinem Bruder Caesarius und 7000 Mann an der Belagerung von Capua (8. Mai 859) teil, wobei sie eine schwere Niederlage erlitten. Im Jahr 864 folgte er seinem Vater als Herzog von Neapel nach und bemühte sich bei seiner Politik um einen Ausgleich zwischen dem karolingischen und dem byzantinischen Reich. Als Gregorios 870 starb, folgte ihm sein Sohn Sergius nach.